# Bogusław Mietniowski
Bogusław Mietniowski (ur. 1 kwietnia 1952 w Krakowie) – polski gitarzysta basowy, aranżer, kompozytor, muzyk sesyjny – związany z takimi gatunkami muzycznymi jak jazz, rock, blues, fusion.

## Życiorys
Swoją karierę muzyczną zaczynał w studenckiej grupie „Rynek Główny 7”, której siedzibą był kultowy klub Pod Jaszczurami w Krakowie. Tam, razem z grupą regularnie występował, a także uczestniczył w legendarnych Jam sessions wraz z czołówką krakowskich jazzmanów.
W 1976 roku nawiązał współpracę z Janem Wojdakiem i zespołem Wawele. Razem nagrali LP Daj mi dzień, a także zagrali kilkadziesiąt koncertów w kraju i zagranicą.
Rok później w 1977 z Markiem Kulisiewiczem, Ryszardem Idzi oraz Bogumiłem Dijukiem przeniósł się na prawie dwa lata do Szczecina tworząc z Wojtkiem Rapą zespół Telegram, którego kierownikiem artystycznym był wówczas Jacek Bromski.
W latach 1978–1979 był członkiem legendarnej grupy, wywodzącej się z ruchu studenckiego – Wolna Grupa Bukowina. Z zespołem w składzie Grażyna Kulawik, Wojciech Bellon, Wojciech Jarociński, Wacław Juszczyszyn oraz Jacek Wojnarowski nagrał album dla firmy fonograficznej Wifon, który zarejestrowany został na kasecie magnetofonowej – pierwsza strona należała do Jana Wołka, drugą stanowiło osiem piosenek Wolnej Grupy Bukowina. W tamtych czasach oficjalne wydawnictwo grupy z gatunku poezji śpiewanej było ewenementem.
W tym okresie występował również w krakowskim Teatrze STU, grając w spektaklach Wydrążeni Ludzie oraz Pacjenci pod kierownictwem muzycznym Haliny Jarczyk.
W 1979 roku Bogusław Mietniowski nawiązał wieloletnią współpracę z zespołem 2 plus 1, która rozpoczęła się wyjazdem na Kubę. Dwutygodniowa trasa koncertowa skończyła się wielkim sukcesem i zaowocowała nagraniem singla z piosenkami Margerita i La Habana mi amor (hiszpańska wersja California mon amour) – była to pierwsza płyta polskiego wykonawcy nagrana na Kubie. Z zespołem nagrał, m.in. album Video (1985) wydany przez Tonpress.
W międzyczasie, od 1985 roku koncertował ze Zdzisławą Sośnicką i Zbigniewem Wodeckim występując obok takich muzyków jak Kazimierz Jonkisz, Wiesław Wilczkiewicz, Roman Hudaszek, Jerzy Suchocki. W 1987 roku nagrał także płytę koncertową z Elżbietą Adamiak i Andrzejem Poniedzielskim pt. Live.
W 1987 roku rozpoczął współpracę z zespołem Ryszarda Styły – Spectrum Session. W składzie Ryszard Styła, Grzegorz Górkiewicz i Grzegorz Schneider koncertowali w całym kraju, a także wystąpili na festiwalu Jazz Juniors. W owym czasie kwartet akompaniował również Andrzejowi Zausze.
W tym samym czasie grał również w kwartecie – kwintecie Adama Kawończyka z Ryszardem Styłą, Grzegorzem Schneider, Janem Pilch perc.
W okresie 1989–1990 przebywał w Stanach Zjednoczonych grając w polonijnych klubach w New Jersey i Chicago.
W 1998 spotkanie z Kazimierzem Dobrowolskim zaowocowało kilkuletnią współpracą z grupą The Cooks (Benedykt Radecki – dr., Maciej Kłeczek – git.) Efektem wspólnego grania był bardzo dobrze przyjęty przez fanów i krytyków album A Shot of Rhythm And Blues.
W 2011 po odejściu Kazimierza Dobrowolskiego i rozwiązaniu The Cooks kontynuował współpracę z Maciejem Kłeczkiem i Marcinem Sonnenbergiem w zespole Krecia Robota. Razem nagrali płytę Nic Nie Boli.
W 2014 na stałe związał się z Krakowską Grupą Bluesową, równocześnie współpracując i grając koncerty z Ryszardem Styłą, Tadeuszem Pocieszyńskim oraz Maciejem Kłeczkiem.
W marcu 2017 wziął udział w nagraniu albumu poświęconego twórczości Wojciecha Bellona. Inicjatorem przedsięwzięcia i producentem płyty był Ryszard Styła.
W 2020 roku w marcu wydał swoją autorską płytę solową Tyle mam do powiedzenia.
W czasie trwającej ponad 45 lat kariery Bogusław Mietniowski współpracował także z takimi artystami jak: AnnaTreter, Andrzej Sikorowski i zespół Pod Budą, Jan Hnatowicz, Mikołaj Korzistka, Jacek Korochoda, Bogdan Łazuka, Henryk Mosna, Katarzyna Szlęk i wieloma innymi.
Brał również udział we wszystkich ważniejszych festiwalach muzycznych w Polsce, takich jak: (Sopot, Opole, Kołobrzeg, Jazz Jamboree, Solo Duo Trio), a także był autorem i uczestniczył w nagraniach muzyki filmowej (Żałoba – 1988 r. i Cały ten zgiełk – 2000 r.)

## Wybrana dyskografia (jako członek zespołu)
- 1976 Wawele – Daj Mi Dzień[1]
- 1979 2 plus 1 – Irlandzki tancerz[10]
- 1983 2 plus 1 – Bez limitu[11]
- 1985 2 plus 1 – Video[4]
- 1987 Elżbieta Adamiak i Andrzej Poniedzielski – Elżbieta Adamiak & Andrzej Poniedzielski – Live[5]
- 2003 The Cooks – A Shot of Rhythm And Blues[6]
- 2011 Krecia Robota – Nic Nie Boli[7]
- 2017 Ryszard Styła – Nuty z Ponidzia – Nuty z Krakowa[12]
- 2020 Bogusław Mietniowski – Tyle mam do powiedzenia